# Max Johnson
Max Johnson (* 13. Juni 1990 in New York City) ist ein US-amerikanischer Jazz-Bassist.

## Leben und Wirken
Johnson begann mit 13 Jahren E-Bass zu spielen und hatte Unterricht an der School of Rock. Während seiner Zeit auf der High School tourte er u. a. mit Rockmusikern wie John Wetton, Jon Anderson und The Butthole Surfers; außerdem trat er mit Vernon Reid, Andrew W. K. und Ronnie Spector auf. Anschließend studierte er bei Henry Grimes, den er beim Vision Festival 2009 kennenlernte, außerdem bei Cameron Brown, Mark Helias und Reggie Workman an der New Yorker New School. Seit Ende der 2000er-Jahre arbeitet er sowohl im Bereich des Modern Creative als auch des Bluegrass, u. a. mit Thomas Heberer, Kirk Knuffke, Ziv Ravitz, Tyshawn Sorey, Jeff Davis, Ross Martin, Mark Whitecage und Steve Swell; außerdem leitete er eigene Trios und ein Quartett, in denen er u. a. mit Mike Pride und Kris Davis spielte. 2018 spielte er im Trio mit Russ Johnson und Tim Daisy, aktuell (2022) mit Anna Webber und Michael Sarin.  Er ist auch auf Yoni Kretzmers Album Five (2016) zu hören.

## Diskographie
- Max Johnson Quartet (Not Two Records, 2012), mit Mark Whitecage, Tyshawn Sorey, Steve Swell
- Max Johnson Trio: Elevated Vegetation (FMR Records, 2012), mit Kirk Knuffke, Ziv Ravitz
- The Invisible Trio (Fresh Sound-New Talent, 2014), mit Kirk Knuffke, Ziv Ravitz
- The Prisoner (NoBusiness Records, 2014), mit Ingrid Laubrock, Mat Maneri & Tomas Fujiwara
- Big Eyed Rabbit (Not Two Records, 2014), mit Ross Martin und Jeff Davis
- Thomas Borgmann Trio: One for Cisco (NoBusiness Records 2016, NBLP 91), mit Willi Kellers
- Karl Berger, Max Johnson, Billy Mintz: Sketches (Fresh Sound Records 2017)
- Simon Nabatov, Max Johnson, Michael Sarin: Free Reservoir (Leo Records 2017)
- Perry Robinson, Max Johnson, Diane Moser: Top of the Head (Bandcamp 2018)
- Hermit Music (2022)